# 圣布伊兹
圣布伊兹（法語：Saint-Bouize，法語發音：[sɛ̃ bwiz]）是法国谢尔省的一个市镇，属于布尔日区。

## 地理
圣布伊兹（47°17'5"N, 2°53'6"E）面积14.97 平方千米，位于法国中央-卢瓦尔河谷大区谢尔省，该省份为法国中部省份，北起卢瓦雷省，西接卢瓦-谢尔省和安德尔省，南至克勒兹省，东南接阿列省，东临涅夫勒省。
与圣布伊兹接壤的市镇（或旧市镇、城区）包括：库阿尔格、弗村、埃里、托沃奈、维农。

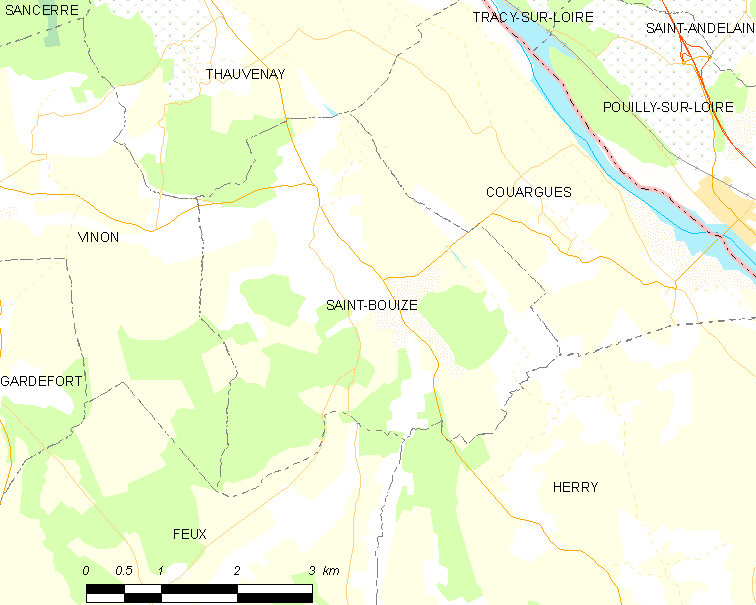
圣布伊兹的OSM定位图

圣布伊兹的时区为UTC+01:00、UTC+02:00（夏令时）。

## 行政
圣布伊兹的邮政编码为18300，INSEE市镇编码为18200。

## 政治
圣布伊兹所属的省级选区为桑塞尔县。

## 人口

1962-2008年间圣布伊兹人口变化图示

圣布伊兹于2022年1月1日时的人口数量为258人。